# فصة صلبة
الفصة الصلبة نوع نباتي يتبع لجنس الفصة من الفصيلة البقولية. اسمه العلمي (باللاتينية: Medicago rigidula).
تتواجد في الساحل السوري في المشرق العربي وكل مناطق حوض البحر الأبيض المتوسط.